# I Will Survive

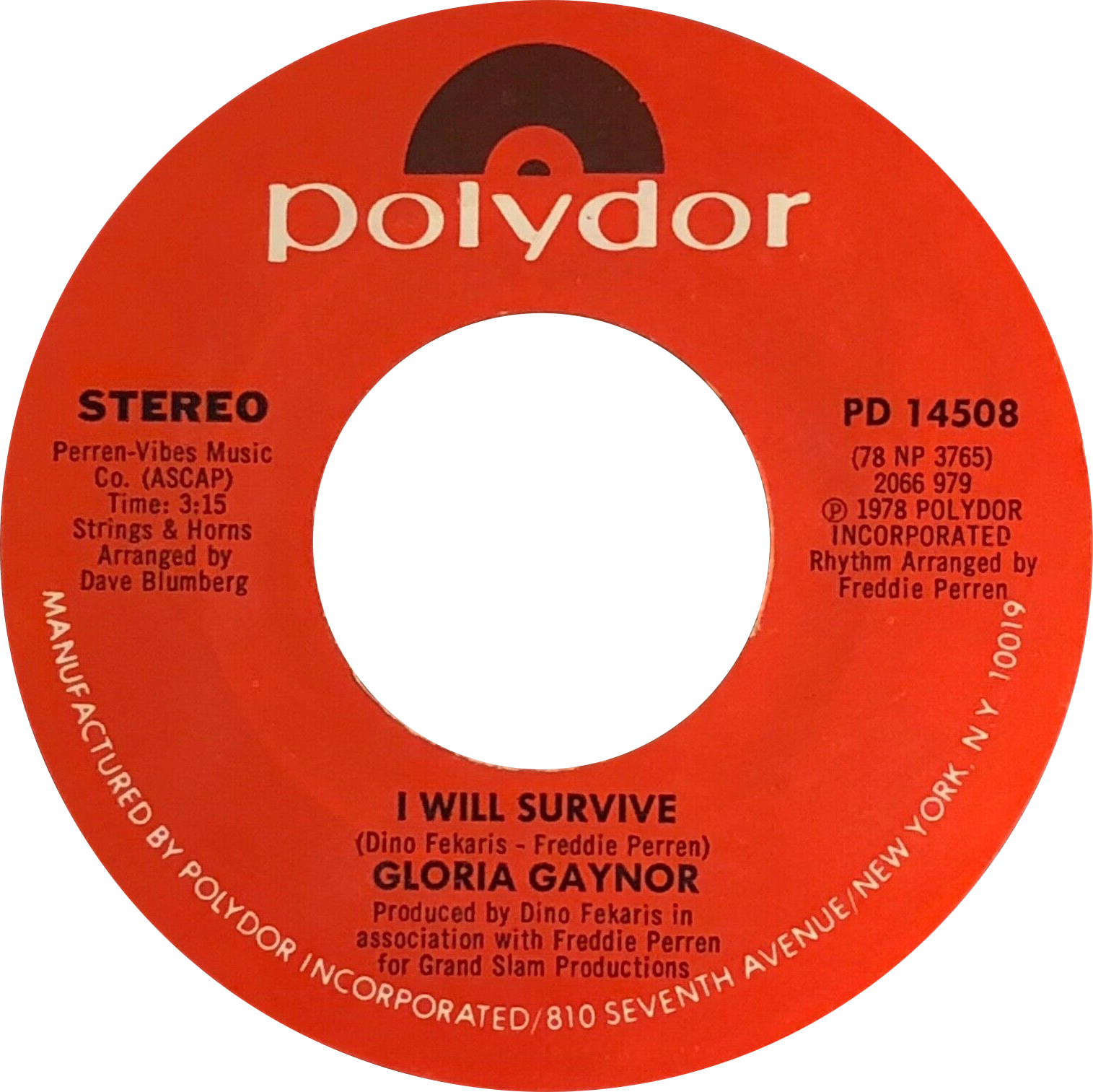

Singles de Gloria Gaynor
Let's Make the Deal
(1976) Substitute
(1978)
I Will Survive (Je survivrai en version française) est une chanson disco écrite par Freddie Perren (en) et Dino Fekaris (en), sortie en 1978, interprétée par Gloria Gaynor.

## Thème et popularité
La chanson se place du point de vue d'une femme[pourquoi ?], venant d'être quittée, qui annonce à son ex-partenaire qu'elle peut très bien se passer de lui, et ne souhaite en aucun cas renouer avec lui, à l'instar du Me and Mrs. Jones de Billy Paul.
Cette chanson est également célèbre dans le football par l'intermédiaire de sa reprise par le Hermes House Band. Elle est devenue la musique de but du Feyenoord Rotterdam au milieu des années 1990 et l'hymne du Stade Français CASG lors de sa remontée dans l'élite du championnat de France de rugby en 1997. Enfin, à la suite de ces innovations, il est devenu sous la volonté de plusieurs joueurs, l'hymne de l'Équipe de France de football lors de sa victoire à la Coupe du monde 1998. En 2018, la chanson, toujours symbole de victoire de 1998, est diffusée à nouveau massivement à l'occasion du deuxième sacre de l'équipe de France lors de la Coupe du monde 2018 en Russie, redonnant par la même occasion une forte popularité à la version originale de Gloria Gaynor.

## Historique

### Ordre des faces
I Will Survive était initialement en face B du 45 tours édité par Polydor fin 1978. En face A figurait une chanson du nom de Substitute, qui avait été considérée comme plus apte à passer en radio. Mais les programmateurs des radios inversèrent ce choix, et furent suivis par le public, amenant la maison de disques à intervertir l'ordre des faces. La chanson fut reprise et adaptée en français par Régine en 1978 avec le titre Je survivrai disque Carrère.

## Distinctions
La version originale de Gloria Gaynor a reçu en 2012 le Grammy Hall of Fame Award. En 2015, elle est inscrite au registre national des enregistrements (National Recording Registry) de la bibliothèque du Congrès à Washington.

## Bande originale de film
Sauf indication contraire, les informations mentionnées dans cette section peuvent être confirmées par le générique de fin de l'œuvre audiovisuelle présentée ici, ainsi que par la base de données cinématographiques IMDb,  présente dans la section « Liens externes ».
La chanson figure sur la bande son de nombreux films, y compris en version remixée.
- Lunes de fiel (1992)
- Priscilla, folle du désert (1994)
- Butterfly Kiss (1995)
- Au-delà du silence (1996)
- In and Out (1997)
- Les Yeux dans les Bleus (1998)
- Ceux qui m'aiment prendront le train (1998)
- Souviens-toi... l'été dernier 2[6] (1998)
- Les Remplaçants (2000)
- L'Homme en plus (2001)
- My Wife Is a Gangster 2 (2003)
- Tout pour plaire (2005)
- Gray Matters (2006)
- Pas son genre (2014)
- Seul sur Mars (2015)
- On sourit pour la photo (2022)

## Reprises

### Reprise par Hermes House Band
Au début des années 1990, le groupe Hermes House Band, composé d'étudiants de Rotterdam, sort un album avec différentes chansons dont une reprise de I Will Survive. Convaincu du potentiel de la chanson un proche du groupe les incite à en faire un single. Le single, produit par Mark Snijders et Reyn Ouwehand sur le label XPLO Music, sort en 1994 sous le nom de I Will Survive (La La La). La particularité de cette reprise est le chœur qui entonne un entêtant « la la la » pendant une grande partie du morceau. Une particularité qui ne figure pas dans les paroles de la version originale de 1978, le thème y étant seulement esquissé par l'instrumentation à la fin de chaque couplet.
Le succès est très important aux Pays-Bas, le single étant numéro 1 et présent 17 semaines dans le classement musical. Au sein du club de Feyenoord Rotterdam la popularité du morceau est dopée dans un premier temps par le second morceau du single, Rotterdam, reprenant lui aussi les mêmes « la la la », qui est joué 18 fois au Stade Feijenoord à l'occasion d'un match contre le Werder Brême le 22 octobre 1994. Depuis à chaque but marqué par Feyenoord à domicile la sono du stade fait retentir le « la la la » de I Will Survive. Les adversaires de Feyenoord entonnant quant à eux cette même mélodie lorsqu'ils marquent un but afin de narguer les supporters de Feyenoord.
En 1997, le single sort en France et devient l'hymne du Stade français, un club de rugby parisien. Lors d'un toro d'avant match, Vincent Candela, joueur de l'équipe de France de football, commence à chanter le fameux « la, la, la » pour chambrer ses partenaires. La ritournelle entêtante est reprise pendant toute la Coupe du monde de football de 1998 où elle est fredonnée pendant les entraînements et diffusée dans le bus des Bleus. La chanson devient un symbole de la victoire de l'équipe lors de la finale, réutilisée souvent par les nostalgiques de cette époque. Elle relance la carrière de Gloria Gaynor qui a offert à Candela son disque d'or.

### Autres reprises
La chanson a été reprise de nombreuses fois :
- version pop rock par le groupe Cake en 1996 ;
- version jazz/swing par The Puppini Sisters ou par Petra Magoni (album Musica Nuda, 2004) ;
- version R'n'B par Chantay Savage ;
- version salsa par Celia Cruz sous le titre Yo viviré (y sobreviviré) ;
- version punk par Me First and the Gimme Gimmes ou Snuff ;
- version techno (mélodie du refrain sur Anthem #1 de Floorfilla.
- version coréenne : la chanteuse coréenne Jinju (Perle / 진주), sous le titre de "난 괜찮아"

Le titre Supreme de Robbie Williams en 2000 reprend partiellement l'instrumentation des violons de I Will Survive, mais aussi la musique du film Dernier Domicile connu composée par François de Roubaix. De même, en 1991, le groupe britannique Erasure reprit cette phrase musicale dans le cadre d'une chanson par ailleurs complètement différente : Love To Hate You.
Une reprise en français sous le titre Je survivrai par Régine est sortie en 1979, version elle-même reprise par Larusso en 1998.
Une autre reprise en français a été enregistrée par Michèle Richard en 1979 également sous le titre Je survivrai, mais avec des paroles différentes.
Enfin, il existe une troisième version française sous le titre Plus rien ne va, cette fois par Sabrina Lory toujours en 1979.
En 2003, lors du concert-hommage à Celia Cruz (la reine de la salsa) ¡Azúcar!, Gloria Gaynor l'a interprétée en anglais et elle a été interprétée en espagnol par Celia Cruz accompagnée d'une vingtaine d'artistes : Albita, Alicia Villareal, Ana Gabriel, Arturo Sandoval, Gilberto Santa Rosa, Gloria Estefan, Gloria Gaynor, Johnny Pacheco, José Alberto "El Canario", José Feliciano, Los Tri-O, Luis Enrique, Marc Anthony, Milly Quezada, Mickey Perfecto, Olga Tañón, Patti Labelle, Rosario, Paulina Rubio, Tito Nieves, Víctor Manuelle.
En 2009, les Pussycat Dolls reprennent un bout de la chanson dans leur titre Hush Hush.
En 2011, le groupe punk belge René Binamé fait une reprise de la version francophone sur son album de reprises (second degré)  "The leipzig band battle session".
Glee reprend cette chanson dans un mashup avec Survivor des Destiny's Child dans le 8e épisode de la 3e saison.
En 2014, dans le film Pas son genre, Jennifer (Émilie Dequenne) chante en public cette chanson à la fin du film. Elle résume son état d'esprit du moment, à savoir qu'elle a décidé de tourner la page d'une relation qui ne mène nulle part, car l'homme qui prétendait tenir à elle n'assume pas cette relation envers son entourage qui est d'une autre classe sociale.
En 2024 la chanteuse Luan Pommier interprète le titre I Will Survive, s'accompagnant au piano Pleyel de concert P280 avec la Garde républicaine, au pied de l’Arc de triomphe pour la parade des champions des Jeux olympiques de Paris de 2024,.

## Parodies
- En 1999, une animation 3D humoristique appelée Alien Song (elle représente Blit Wizbokk, un petit homme vert extraterrestre avec un seul œil, qui danse sur I Will Survive) a eu beaucoup de succès sur Internet.
- Javier Prato a diffusé sur le site jesuswillsurvive.com la vidéo Jesus Will Survive. Les dix premières secondes de la vidéo représentent le logo Jesus Christ, the musical. Ensuite, Jésus, devant un soleil couchant, commence à chanter. À partir de 32 secondes, il retire son manteau blanc et se met à danser sur Hollywood Boulevard. Il croise d'ailleurs un cosplay de Shrek à 40 secondes. Mais, à 50 secondes, un bus le renverse alors qu'il crie I Will Survive! À 58 secondes apparaît un tableau In loving Memory : Jesus Christ (Miguel Mas) et les crédits. Universal Music aurait intenté une action en justice contre cette parodie, action illustrant les tensions entre créativité et propriété intellectuelle[15],[16].
- Fatsah du Jamel Comedy Club en a fait une parodie dans l'un de ses sketches.
- Le 4 mai 2012, dans l'émission On n'demande qu'à en rire, les Kicékafessa font une parodie de la chanson lors de leur 37e passage, La Finale de super mamie.
- Igudesman and Joo en réalisent une parodie au violon dans leur spectacle[17].
- Le Youtubeur musicien Kronomuzik reprend la mélodie de l'hymne des bleus pour l'Euro 2020 intitulée "Allez les bleus", parodiant le rappeur marseillais Jul.

## Classements
I Will Survive a été numéro 1 aux États-Unis dans le Billboard Hot 100 du 10 au 24 mars 1979.
| Classement (1978–79)            | Meilleure position |
| ------------------------------- | ------------------ |
| Allemagne (Media Control AG)    | 7                  |
| Australie (Kent Music Report)   | 5                  |
| Autriche (Ö3 Austria Top 40)    | 17                 |
| Canada (RPM Adult Contemporary) | 1                  |
| Canada (RPM Disco Singles)      | 2                  |
| Canada (RPM Top 15 12inch)      | 5                  |
| Canada (RPM Top Singles)        | 3                  |
| États-Unis (Hot 100)            | 1                  |
| France (IFOP)                   | 6                  |
| Royaume-Uni (UK Singles Chart)  | 1                  |
| Suisse (Schweizer Hitparade)    | 7                  |

## Chansons avec le même titre
Des chansons différentes portent le même titre. Parmi celles-ci, les chansons d'Enrique Iglesias (sur l'album Escape en 2001) et d'Ace of Base.